# Ola Håkansson
Ola Håkansson (* 24. März 1945 in Stockholm) ist ein schwedischer Komponist, Sänger und Produzent, der großen internationalen Erfolg mit der Gruppe Secret Service hatte.

## Karriere
Bereits 1962 gründete er die Gruppe Ola & the Janglers, mit denen er einige erfolgreiche Hits herausbrachte, und war später Mitglied der Band Ola, Frukt & Flingor. Im Jahr 1986 nahm er zusammen mit Agnetha Fältskog zwei Duette auf, The Way You Are und Fly Like An Eagle, die in der Schwedischen Hitparade auf Platz 1 landeten.
In den letzten Jahren hat er Songs mit Tim Norell und Alexander Bard geschrieben, als Trio Norell Oson Bard. So komponierten sie auch das Lied En dag (Eines Tages) für Interpret Tommy Nilsson, der damit  Schweden 1989 beim Eurovision Song Contest vertrat und Platz 4 belegte. Er beteiligte sich auch am Melodifestivalen 1969 mit dem Lied Du skänker mening åt mitt liv (Du gibst meinem Leben Sinn), bekam aber nicht einen einzigen Punkt.
Im Jahr 2007/2008 war er Programm-Manager für die beliebte Radiosendung Stadshotellet med Ola Håkansson des Radiosenders P4.
Håkansson war ein Gründungsmitglied der Plattenfirma Stockholm Records, die später an Universal Music verkauft wurde. Er ist Besitzer, Chairman und Managing Director des Musikunternehmens TEN Music Group.

## Diskografie

### Singles
- 1986: The Way You Are/Fly Like the Eagle (mit Agnetha Fältskog) (S/1)